# قراب
القْراب أي الڭراب أو الكراب (والجمع: قرارب ڭرارب، قرابة ڭرابة) هو ساقي الماء في المغرب. يتواجد القرابة في الساحات العمومية، مثل ساحة جامع الفنا في مراكش و ساحة لهديم بمكناس وغيرها. ولو كانت هذه المهنة لها أهمية في الماضي، إلا أنها مهددة بالاندثار الآن.

## هندام
يرتدي القراب السروال الأحمر التقليدي وبلغة تتميز بكثرة الألوان. يحمل ناقوسا صغيرا ينادي به على المارة.
على رأسه الترازة وهي قبعة ملونة كبيرة التي تقي وجهه من إحراق الشمس، وعلى ظهره القربة (أي «القراب») الكبيرة التي يتخذ اسمه منها، وهي مصنوعة من جلد الماعز، وهي مزينة بقطع نقدية قديمة. وتعلق بحزامها «الطاسات» أي زليفات نحاسية يشرب منها الزبناء.

## نداء
ينبه القراب المارة بنداءاته:
«ها شريبة الماء شكون لي بغا يشرب؟»
ها شريبة الماء، من يريد أن يشرب؟
«أبرد أعطشان»
أبرد أيها العاطش
«إينوب إينوب»